# Dysphania pilosa
Dysphania pilosa är en fjärilsart som beskrevs av Butler 1878. Dysphania pilosa ingår i släktet Dysphania och familjen mätare. Inga underarter finns listade i Catalogue of Life.